# Nahed Selim
Nahed Selim (Mit al-Faramawy, Egypte, 1953) is een tolk-vertaler, columnist, publicist en schrijfster.

## Biografie
Selim studeerde Engelse literatuur aan de Universiteit van Caïro. In 1973 verhuisde ze naar Nederland, waar ze aan de filmacademie studeerde.
Ze werkt als tolk-vertaler Arabisch en schrijft regelmatig columns voor NRC Handelsblad en het feministische maandblad Opzij. De in Zwijgen is verraad gebundelde columns gaan over vrouwonvriendelijke praktijken die mensen uitvoeren in naam van de islam. Ze zet zich af tegen vrouwen die een hidjab dragen, die zij 'orthodox' noemt. Ze noemde zichzelf jarenlang moslimfeministe, maar in 2013 verliet zij de islam en liet zich dopen in de Rooms-Katholieke Kerk.
In 2006 ontving Selim de Harriët Freezerring, die Opzij van 1978 tot 2007 jaarlijks uitreikte aan een vrouw wier werk belangrijk is voor de vrouwenemancipatie.
Ze was een van de zes vrouwen die geïnterviewd werden in het boek De derde feministische golf (2006) van de Vlaamse politiek filosoof Dirk Verhofstadt.

## Werk
- Brieven uit Egypte (2000) roman, ISBN 9055152609
- De vrouwen van de profeet: hoe vrouw (on)vriendelijk is de koran? (2003) non-fictie, ISBN 9055153370, ISBN 9055154148
- De vrouwen van de profeet: wat heeft de koran over de vrouw te vertellen?  (2004) non-fictie, ISBN 9055153370
- Zwijgen is verraad: openhartige verhalen over vrouwen en islam (2005) columns, ISBN 9055156450
- Scheurkalender van de Islam 2007: Een kritische beschrijving van geloof en gedrag in de islam (2006) Scheurkalender, ISBN 9055156779, ISBN 9789055156771
- Allah houdt niet van vrouwen (2007) ISBN 9789052409580
- De Vrouwenmoskee (2012) ISBN 9789055156443